# Der Graf von Monte Christo (1929)
Der Graf von Monte Christo ist ein zweiteiliger, französischer Stummfilm aus dem Jahre 1929 von Henri Fescourt mit Jean Angelo in der Titelrolle und Lil Dagover in der weiblichen Hauptrolle, gestaltet nach dem gleichnamigen Abenteuerroman (1844 bis 1846) von Alexandre Dumas dem Älteren.

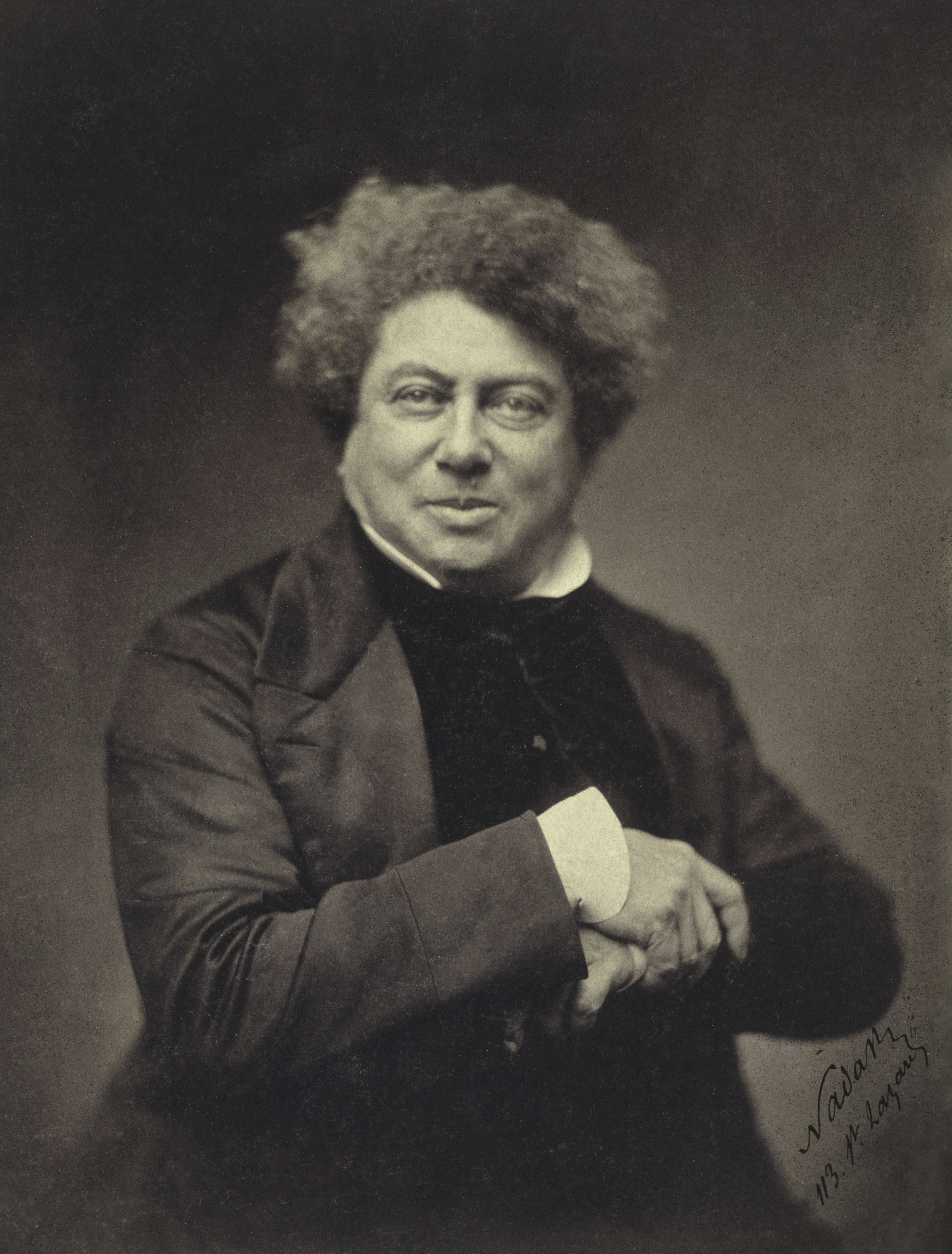
Vorlage-Autor Alexandre Dumas der Ältere (1855)

## Handlung
Die Handlung folgt weitgehend dem Dumas-Roman: 
Nach dem Niedergang Napoleon Bonapartes zu Beginn des 19. Jahrhunderts wird der junge Marineleutnant Edmond Dantès in Marseille Opfer einer bösartigen Intrige dreier Personen, die eifersüchtig auf seinen sozialen Aufstieg waren: Der Magistrat Henri de Villefort, der Offizier Fernand Mondego und der Seemann Caderousse denunzierten ihn als Bonapartisten. Dantès wird daraufhin verhaftet und zu einer Gefängnisstrafe auf der Insel Château d'If verurteilt. Dort muss er viele Jahre verbringen, ohne Aussicht darauf, noch einmal die Freiheit sehen zu dürfen. Derweil machen die Verschwörer Karriere: Villefort wird Staatsanwalt, Mondego alias Graf de Mortcerf heiratet die schöne und edle Mercédès, die zuvor mit Dantès verlobt gewesen war. Caderousse wiederum, der die baldige Beförderung von Dantès zum Kapitän nicht ertragen konnte, hat sich einen Gasthof zugelegt. Nach siebzehn Jahren gelingt es Dantès, mit Hilfe des Abbé Faria, einem gutherzigen Gefangenen in einer Nachbarzelle, einen Fluchtplan auszuhecken. 
Der Gottesmann berichtet ihm, dass auf der Insel Monte-Christo ein gewaltiger Schatz verborgen sein soll. Dank einer raffinierten List gelingt es Edmond Dantès zu fliehen. Er nimmt den Schatz an sich und beginnt ein neues, ein zweites Leben als ominöser Graf von Monte-Christo. Er plant nicht weniger, als in Paris die Existenz der Verräter an seiner alten Existenz zu vernichten. Sein Reichtum und sein Titel erleichtern seinen Einstieg im Pariser Großbürgertum. Zwar begegnet man ihm anfänglich mit Misstrauen, doch bald hat sich Dantès als Graf von Monte-Christo das Vertrauen seiner drei Erzfeinde erschlichen und beginnt nun mit seinem erbarmungslosen Rachefeldzug, der mit einer gesellschaftlichen Vernichtung des einen und dem Selbstmord des anderen endet. Doch nach der Wiederbegegnung mit Mercédès weiß Dantès, dass er trotz seiner Genugtuung so niemals zu innerem Frieden gelangen wird. So lässt er Paris und Marseille hinter sich, um sein Glück mit Haydée, der Tochter eines griechischen Freiheitskämpfers, zu finden.

## Produktionsnotizen
Monte-Cristo so der Originaltitel, wurde von Herbst 1928 (Außenaufnahmen) bis Jahresbeginn 1929 (Atelieraufnahmen) abgedreht und erlebte seine französische Premiere am 25. Oktober 1929. Bereits Mitte desselben Jahres konnte der Film auch in Deutschland und Österreich erstmals in Augenschein genommen werden.
Die Filmbauten entwarf Boris Bilinsky.

## Kritiken
Die Bewertungen fielen allesamt positiv aus. Nachfolgend vier Beispiele:
Im Salzburger Volksblatt war zu lesen: „Was … Dumas der Ältere … so fesselnd und bildhaft zu erzählen wusste, wird hier durch eine routinierte Regie wie durch ganz prachtvolle Darstellung … in neues Dasein gerufen. (…) Es ist ein gewaltiger Eindruck, den dieses Filmwerk mit seinen Bauten, Naturaufnahmen und seiner überreichen, kühn fabulierten Handlung im Zuschauer hinterlässt.“
Das Neue Wiener Tagblatt sprach bei dieser Verfilmung von „ungemein spannender, sensationeller Form” und “fabelhaft wirkungsvollen Szenen, die von einzigartigen Aufnahmen umrahmt sind“ und lobte überdies die „glänzende“ Besetzung.
In der Wiener Allgemeinen Zeitung stand geschrieben: „Heute erst, da der Regisseur mit allen Mitteln der modernen Filmtechnik arbeiten konnte, sieht man, wie ausgezeichnet sich der Dumassche Roman als Filmstoff eignet.“
Das Kleine Blatt meinte: „Der große Vorzug des Films ist seine technische Vollendetheit. Die Photographie ist ausgezeichnet, vor allem sind die Landschaftsbilder sehenswert.“